# Ренџер у Њујорку
Ренџер у Њујорку је епизода Кит Телера објављена у бившој Југославији 29. јула 1977. године.

## Кратак садржај
Кит почиње са својом истрагом о отмици две девојке из школе Клериџ. У међувремену, тајанствени отмичар кидпанује и Кларету за време часова јахања на хиподрому.
Кит краће време тумара у мраку, али преокрет у истрази дешава се у тренутку када се Киту обраћа просјак-луталица који му изговара кључну реченицу: ”Изглед увек вара”. У том тренутку Кит повезује конце, и креће у полицију да пријави злочинца.
По Киту, киднапер је Ферли Финеган. Главни мотив његовог киднаповања је Стела и њено богатство од милион долара, које би он наследио као њен ментор ако јој се нешто деси. Прву девојку и Кларету је киднаповао само зато да би прикрио главни разлог. Пре тога, Кит се распитао у банци и сазнао да Финеган има великих финансијских проблема, те да би Стелино богатсво решило његове многе животне проблеме.
Остатак епизоде дешава се у узбудљивом окршају Кита и Финегана у катакомбама празног позоришта.

## Значај епизоде
Погледати одељак ”Значај епизоде” у одредници ЛМС-262.

## Основни подаци
Епизода је објављена у Лунов магнус стрипу бр. 263 који је изашао 1977. године. Заједно са претходном свеском (ЛМС-262: До виђења, Тексасе) чини јединствену епизоду. Имала је 91 страну и коштала је 10 динара. Аутор насловне стране није познат.

## Оригинална епизода
Оригинална епизода објављена је под бројем 117.  у августу 1973. године под насловом Il fantasma dell’opera. Епизоду је нацртао Франко Бињоти (заједно са Лином Буфоленте, којој је ово цртачки деби на Малом ренџеру), познат и по епизодама Загора, Мистер Ноа, Мартија Мистерије и Тим и Дастија. Сценариста није познат. Насловницу је нацртао Френк Донатели.

## Репризе
Ова епизода је репризирана у Хрватској у издању Ван Гога 2013. године под насловом Фантом у опери. У Србији епизоде Малог ренџера још нису репризиране.

## Претходна и наредна свеска ЛМС
Преходна свеска Малог ренџера у ЛМС носила је назив До виђења, Тексасе (ЛМС262), а наредна Литица диносауруса (ЛМС266)